# Weaver Navigation

L'usine de Winnington. Prise depuis le pont tournant sur la Weaver Navigation

La Weaver Navigation fut au XVIIIe siècle une série d'aménagements et de travaux de canalisation sur la rivière du même nom, afin de la rendre facilement navigable toute l'année et de pouvoir y organiser un trafic régulier de marchandises.
En 1721, la Weaver Navigation est réclamée par les producteurs de sel menés par John Egerton de Oulton, John Amson de Leese et Richard Vernon de Middlewich, sous forme de public trust, dont les péages revenaient au comté.
Ces producteurs avaient été mis en concurrence par la découvert de gisements de sel dans le sud-est de l'Angleterre, dans la région de Norwich et durent s'adapter pour devenir plus compétitifs. La nécessité d'utiliser du charbon pour raffiner le sel fut l'objet de très nombreuses publications écrites.
La navigation ouvrit en 1732 et une loi supplémentaire l'autorisa en 1734 jusqu'à Nantwich, dans le Cheshire. Le tonnage de charbon transporté tripla, de 13 297 tonnes en 1760 à 43 602 tonnes en 179,  puis atteint 85 000 tonnes en 1800.
Les travaux de l'historien anglais Tony Stuart Willan ont montré au début du XXe siècle l'importance de la navigation fluviale aux XVIIe et XVIIIe siècles en Grande-Bretagne, et sa grande complémentarité avec le cabotage puis avec la circulation marchande sur les canaux à partir de la seconde partie du XVIIIe siècle.